# Piąta władza (film)
Piąta władza (ang. The Fifth Estate) – belgijsko-amerykańsko-brytyjski film biograficzny z 2013 roku w reżyserii Billa Condona. Wyprodukowany przez DreamWorks Pictures. W rolę Juliana Assange’a, australijskiego aktywisty internetowego, dziennikarza, programisty i założyciela WikiLeaks wystąpił Benedict Cumberbatch, natomiast rolę Daniela Domscheita-Berga, niemieckiego informatyka oraz byłego współpracownika Juliana Assange’a w projekcie WikiLeaks zagrał Daniel Brühl.
Światowa premiera filmu miała miejsce 5 września 2013 roku podczas 38. Międzynarodowego Festiwalu Filmowego w Toronto. W Polsce premiera filmu odbyła się 25 października 2013 roku.

## Fabuła
Australijczyk Julian Assange (Benedict Cumberbatch) i Niemiec Daniel Domscheit-Berg (Daniel Brühl) zakładają portal internetowy WikiLeaks, na którym anonimowi demaskatorzy zamieszczają tajne dokumenty dotyczące rządów i korporacji. Wkrótce serwis obnaża więcej spisków i nadużyć władzy, niż jakiekolwiek medium na świecie.

## Obsada
- Benedict Cumberbatch jako Julian Assange
- Daniel Brühl jako Daniel Domscheit-Berg
- Anthony Mackie jako Sam Coulson
- David Thewlis jako Nick Davies
- Moritz Bleibtreu jako Marcus
- Alicia Vikander jako Anke Domscheit-Berg
- Stanley Tucci jako James Boswell
- Laura Linney jako Sarah Shaw
- Carice van Houten jako Birgitta Jónsdóttir
- Peter Capaldi jako Alan Rusbridger
- Dan Stevens jako Ian Katz
- Alexander Siddig jako doktor Tarek Haliseh